# Ульрих II (сеньор Невшателя)
Ульрих II (фр. Ulrich II de Neuchâtel; ок. 1133—1191/92) — граф Фениса, сеньор Нёвшателя.

## Биография
Единственный сын Родольфа I (ум. после 1146), сеньора д’Арконсьель, и его жены Эммы де Глан. От отца унаследовал графство Фенис (включавшее Фенис (Винельц), Нидо, Штрасберг, Бюрен и Серлье), сеньории Арконсьель и Нёвшатель.
Участник Второго крестового похода. После возвращения из Святой земли перенёс свою резиденцию из Акконсьеля в Нёвшатель. В документах начиная с 1158 года именуется «Uldricus dominus de Novocastro», иногда (1180) — с графским титулом (Oudalricus comes et dominus Novicastri).
В 1169 году получил от императора Фридриха Барбаросса наследственную должность бальи Бьенна (Биля), к которой прилагались земельные владения — Валь-де-Сент-Имье и Дьесс. В 1180 году получил несколько фьефов от епископа Лозанны. В том же году основал монастырь Эрлах.

## Семья
Жена — Берта (де Гранж?) (ум. не ранее 1191), первый раз упоминается в документе 1149 года.
Дети:
- Родольф II (ум. 1196), сеньор Нёвшателя;
- Ульрих III (ум. 1225), сеньор и граф Нёвшателя, основатель линии Нёвшатель-Нидо;
- Бертольд (ум. после 1214), пробст в Базеле, с 1212 тезаврарий Лозаннской епархии.